# クリスティーネ・ルイーゼ・フォン・エッティンゲン＝エッティンゲン
クリスティーネ・ルイーゼ・フォン・エッティンゲン＝エッティンゲン（Christine Luise von Oettingen-Oettingen, 1671年3月30日 - 1747年11月12日）は、ドイツのエッティンゲン家の侯女で、ブラウンシュヴァイク＝ヴォルフェンビュッテル公ルートヴィヒ・ルドルフの妻。

## 生涯
エッティンゲン＝エッティンゲン侯アルブレヒト・エルンスト1世（1642年 - 1683年）とその最初の妻でヴュルテンベルク公エーバーハルト3世の娘であるクリスティーネ・フリーデリケの間に生まれた。1690年4月22日にアウリッヒにおいて、ブラウンシュヴァイク＝ヴォルフェンビュッテル公爵家の末息子ルートヴィヒ・ルドルフと結婚した。
夫は分封領としてブランケンブルク伯領を与えられていたが、1707年に夫妻の長女エリーザベト・クリスティーネがオーストリアのカール大公（後の神聖ローマ皇帝カール6世）と婚約した際に、カール大公の兄である皇帝ヨーゼフ1世はブランケンブルク伯位を帝国諸侯（フュルスト）に昇格させた。これにより、クリスティーネ・ルイーゼはブランケンブルク侯妃となった。
ブランケンブルク侯夫妻は自らの宮廷で贅沢な生活を送った。クリスティーネ・ルイーゼは政治面でも私生活面でも夫を自分の影響下においており、夫に頼んで自分のために庭園を作らせたりした。夫がヴォルフェンビュッテル侯領を継いでわずか4年で亡くなると、クリスティーネ・ルイーゼはブラウンシュヴァイク宮廷を去ってブランケンブルクに帰り、文化面でのパトロネジにいそしんだ。ブランケンブルク宮廷には、カッテ事件に巻き込まれてベルリン宮廷を追放された、プロイセン王太子フリードリヒ（後のプロイセン王フリードリヒ2世）のお気に入りの家庭教師も雇い入れられた。フリードリヒ2世は1740年に王位につくと、妻の祖母にあたるクリスティーネ・ルイーゼの宮廷からこの家庭教師を連れ帰った。
クリスティーネ・ルイーゼの3人の娘たちは、舅のアントン・ウルリヒの采配で良縁に恵まれた。クリスティーネ・ルイーゼは神聖ローマ皇后マリア・テレジア、ロシア皇帝ピョートル2世、プロイセン王妃エリーザベト・クリスティーネ、デンマーク王妃ユリアーネの祖母となった。

## 子女
- エリーザベト・クリスティーネ（1691年 - 1750年） - 1708年、神聖ローマ皇帝カール6世と結婚
- シャルロッテ・アウグステ（1692年）
- シャルロッテ・クリスティーネ（1694年 - 1715年） - 1711年、ロシアのツァレーヴィチ・アレクセイ・ペトロヴィチと結婚
- アントイネッテ・アマーリエ（1696年 - 1762年） - 1712年、ブラウンシュヴァイク＝ヴォルフェンビュッテル公フェルディナント・アルブレヒト2世と結婚